# Baron Alington

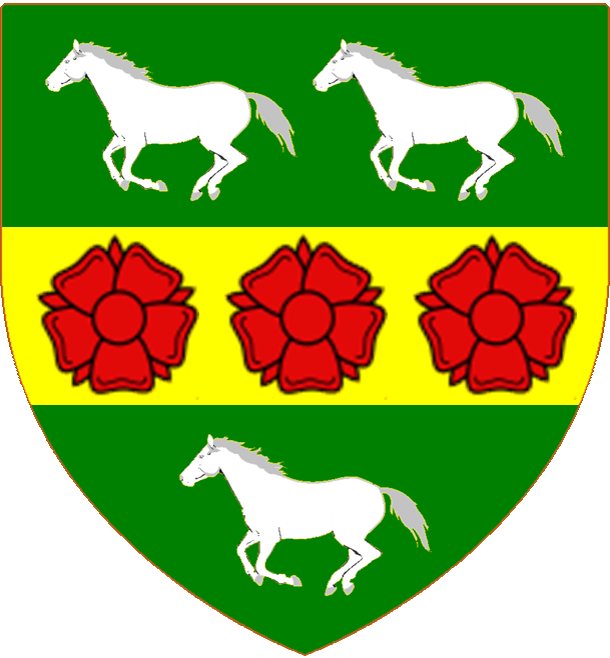
Wappen der Barone Alington (dritter Verleihung)

Baron Alington war ein erblicher britischer Adelstitel, der je einmal in der Peerage of Ireland, in der Peerage of England und der Peerage of the United Kingdom verliehen wurde.

## Verleihungen
Erstmals wurde der Titel Baron Alington, of Killard in the County of Cork, am 28. Juli 1642 in der Peerage of Ireland für William Alington geschaffen. Sein jüngerer Sohn, William Alington, 3. Baron Alington, war Major-General der English Army und Abgeordneter im englischen House of Commons. Am 5. Dezember 1682 wurde ihm durch Letters Patent in der Peerage of England auch der Titel Baron Alington, of Wymondley in the County of Hertford, verliehen. Der englische Titel erlosch beim Tod seines Sohnes, des 4. bzw. 2. Barons, am 18. September 1691, der irische beim Tod seines Bruders, des 5. Barons, im Februar 1723.
Am 15. Januar 1876 wurde der Titel Baron Alington, of Crichel in the County of Dorset, in der Peerage of the United Kingdom für den konservativen Unterhausabgeordneten Henry Sturt neu geschaffen. Der Titel erlosch beim Tod seines Enkels, des 3. Barons, am 17. September 1940.

## Liste der Barone Alington

### Barone Alington, erste Verleihung (1642)
- William Alington, 1. Baron Alington († 1648)
- Giles Alington, 2. Baron Alington († 1659)
- William Alington, 3. Baron Alington, 1. Baron Alington (um 1634–1684)
- Giles Alington, 4. Baron Alington, 2. Baron Alington (1680–1691)
- Hildebrand Alington, 5. Baron Alington (1641–1723)

### Barone Alington, zweite Verleihung (1682)
- William Alington, 3. Baron Alington, 1. Baron Alington (um 1634–1684)
- Giles Alington, 4. Baron Alington, 2. Baron Alington (1680–1691)

### Barone Alington, dritte Verleihung (1876)
- Henry Sturt, 1. Baron Alington (1825–1904)
- Humphrey Sturt, 2. Baron Alington (1859–1919)
- Napier Sturt, 3. Baron Alington (1896–1940)